# Селенометіонін
Селенометіонін — амінокислота природного походження, аналог метіоніну, що містить в молекулі атом селену замість сірки. Селенометіонін розпізнається трансляційною машинерією клітин in vivo, завдяки чому він випадковим чином вбудовується в білки на місці метіоніну.
L-Енантіомер селенометіоніну є головною формою зберігання селену у рослинах, а саме в бразильських горіхах, соєвих бобах, тощо.
Селенометіонін може бути легко окиснений, завдяки чому має антиоксидантні властивості.

## Властивості та використання
Селен подібно до сірки належить до групи халькогенів, маючи подібні хімічні властивості. Через це, заміна одного з залишків метіоніну на селенометіонін має незначний вплив на властвості протеїнів. При цьому надмірне і надлишкове вживання селенометіоніну може мати наслідком розвиток отруєнь та хронічних хвороб (селеноз).
Селенометіонін знайшов використання в структурній та молекулярній біології для розшифровки третинної структури білків. Встроювання селенометіоніну в рекомбінантні білки, що експресуються в бактеріях (це досягається вирощуванням бактерій на середовищі, що багате на селенометіонін та бідне на метіонін) дає кристали, які набагато краще розсіюють рентгенівські промені, ніж білки, що містять тільки природний метіонін.
Важкі атоми, такі як селен, допомагають вирішити так звану фазову проблему в кристалографії.